# Reinhard Kopps
Reinhard Kopps (alias Hans Mahler; * 29. September 1914 in Hamburg; † 11. September 2001 in Bariloche, Argentinien) war ein deutscher NS-Geheimdienstagent und NS-Fluchthelfer.

## Leben
Als Geheimdienstagent und Anti-Freimaurer-Experte wurde Kopps in der Zeit des Nationalsozialismus auf dem Balkan und in Ungarn eingesetzt. Kopps trat laut den NARA-Archiven am 1. März 1940 der NSDAP in Hamburg unter der Mitgliedsnummer 7.524.143 bei.
Angeblich hat Kopps 25 Juden im Oktober 1944 falsche Papiere ausgehändigt, um sie vor der Deportation nach Auschwitz zu retten, und wurde deshalb zum Tode verurteilt und von SD-Agenten verfolgt. Er wurde offenbar von General Leo Rupnik, dem Präsidenten des von den Nazis geschaffenen slowenischen Satellitenstaates, gerettet. Als Mitglied des NS-Geheimdienstes wurde er 1945 von den Briten in Klagenfurt verhaftet. Nach einem Jahr floh er und kaufte falsche Papiere unter dem Namen Hans Mahler. Anschließend fuhr er nach Rom.
Kopps wurde nach dem Zweiten Weltkrieg zum wichtigsten Gehilfen des NS-Fluchthelfers und Bischofs Alois Hudal, Kriegsverbrecher über die Rattenlinie bzw. Klosterroute nach Argentinien die Flucht zu ermöglichen. Kopps hatte die Aufgabe, sich um Nazis zu kümmern, die die Unterstützung der katholischen Kirche suchten. Dazu stellte Kopps zunächst Verbindungen zu kroatischen und ungarischen Geistlichen her, die ebenfalls Kriegsverbrecher in Sicherheit bringen wollten. „Offiziell war Kopps in der Bibliothek der Casa Generalizia des von Deutschen dominierten Salvatorianer-Ordens angestellt … Diese Arbeit bot Kopps eine ausgezeichnete Tarnung für seine Nazi-Fluchthilfeaktivitäten, wie er Jahrzehnte später in seinen Memoiren gestand.“
Kopps’ Integration in die NS-Fluchthilfe erfolgte auch durch die enge Kooperation „mit Peróns DAIE-Büros in der Via Alberao 38“ in Rom. Er wohnte mit deutschen und kroatischen Kriegsverbrechern zusammen, die von Monsignore Karlo Petranović „protegiert“ wurden. „Petranovic war als Vertreter des Auxiliums und als Draganovic’ Agent im Hafen von Genua tätig. Er war selbst ein Kriegsverbrecher: Als Ustascha-Hauptmann war er enger Mitarbeiter des örtlichen Ustascha-Führers in Ogulin gewesen, einem Distrikt, in dem während des Krieges ungefähr 2.000 Serben ermordet wurden. Der Monsignore hatte diese Mörder aufgehetzt und organisiert; er ordnete außerdem persönlich die Inhaftierung und Exekution von 70 prominenten Serben an.“
Kopps unterhielt auch mit Pater Edoardo Dömöter von der San-Antonio-Gemeinde in Genua intensive Verbindungen. Domöter unterzeichnete den Antrag Adolf Eichmanns auf einen Rote-Kreuz-Pass. „Wie Petranovic, Siri und Dragonovic, arbeitet auch Dömöter eng mit Bischof Hudal zusammen.“
Kopps arbeitete eng mit dem ehemaligen italienischen Offizier Franz Ruffiengo, Krunoslav Draganović und dem argentinischen Einwanderungsamt DAIE zusammen und arbeitete später im Fluchthilfebüro Juan Perons in Genua. „Mitte 1948 flüchtete Kopps selbst nach Argentinien, von wo aus er den Kontakt zu Hudal aufrechterhielt und unter dem Namen Juan Maler eine rege neonazistische Propagandatätigkeit entfaltete.“
Unter Pseudonymen veröffentlichte Kopps nach 1945 Schriften, in denen er Hitler und die Nazi-Ideologie esoterisch verklärte. Er betätigte sich als Redakteur der nationalsozialistischen Zeitung Der Weg, die nicht nur unter NS-Flüchtlingen, sondern auch in Europa ihre Verbreitung in NS-Kreisen fand. Zeitweilig war er Südamerika-Korrespondent der NS-apologetischen Zeitschrift Nation – Das politische Magazin für Deutsche.
In den 1990er-Jahren brachte das Simon-Wiesenthal-Zentrum seinen Aufenthaltsort in Erfahrung. Kopps lebte in San Carlos de Bariloche, einer argentinischen Kleinstadt, in der zahlreiche NS-Verbrecher wie Josef Schwammberger und Josef Mengele sich versteckt halten konnten. Am 6. Mai 1994 überraschte ihn vor der Haustür der Reporter Sam Donaldson des US-Senders ABC mit einem Kamerateam. Kopps bat in Panik geraten den Reporter, doch statt seiner lieber die „richtigen“ Kriegsverbrecher zu interviewen, und verriet dabei den Aufenthaltsort des SS-Hauptsturmführers Erich Priebke. Priebke war ein enger Mitarbeiter des Gestapo-Chefs von Rom Herbert Kappler gewesen und am 24. März 1944 am Massaker in den Ardeatinischen Höhlen bei Rom beteiligt, bei dem 335 Geiseln erschossen wurden. Erich Priebkes Flucht-Papiere gingen durch Kopps Hände. Bei Priebkes Antrag auf einen Pass konnte er eine Bürgschaft der Päpstlichen Hilfskommission (PCA) vorlegen. Uki Goñi schreibt: „Es steht außer Zweifel, dass diese Kirchenmänner [gemeint ist die PCA] ihre Aktionen eng mit Nazi-Agenten wie Reinhard Kopps abstimmten. Klar ist auch, das ihre Projekte enthusiastisch von den mit ‚Heil Hitler‘ grüßenden Beamten in Peróns DAIE unterstützt wurden.“